# Giovanni (console 467)
Giovanni (latino: Iohannes; Epidamno, 440 circa – 482 circa) fu un politico dell'Impero romano d'Oriente.

## Biografia
La sua famiglia proveniva da Lychnidos. Nel 467 fu console posterior, scelto dalla corte d'Oriente, assieme a Illo Puseo. Tra il 467 e il 468 fu comes et magister officiorum e successivamente Prefetto del pretorio dell'Illirico (attestato nel 479), riconosciuto come amministratore giusto e protettore delle arti.
Sempre nel 479, in occasione della rivolta di Teodorico Strabone si trovava a Tessalonica, dove la sua vita fu messa in pericolo due volte: la prima dalla folla inferocita, e fu salvato dal clero e dai nobili del posto, poi da soldati ribelli, e giunse Adamanzio a salvarlo. Assieme al magister militum per Illyricum Sabiniano Magno consigliò all'imperatore Zenone di non scendere a patti con Teodorico, ma di continuare lo scontro.
Morì all'età di 42 anni. Il poeta Cristodoro gli dedicò due poemi.
Forse è da identificare col Flavio Giovanni Tommaso che fu Prefetto del pretorio dell'Illirico in un periodo compreso tra il 480 e il 486.